# Chelonistele kinabaluensis
Chelonistele kinabaluensis är en orkidéart som först beskrevs av Robert Allen Rolfe, och fick sitt nu gällande namn av De Vogel. Chelonistele kinabaluensis ingår i släktet Chelonistele och familjen orkidéer. Inga underarter finns listade i Catalogue of Life.